# خسوس سانتیاگو
خسوس سانتیاگو (انگلیسی: Jesús Santiago؛ زادهٔ ۲۵ مهٔ ۲۰۰۴) بازیکن فوتبال اهل اسپانیا است.
وی همچنین در تیم ملی فوتبال زیر ۱۸ سال اسپانیا بازی کرده‌است.